# Observatorium San Vittore

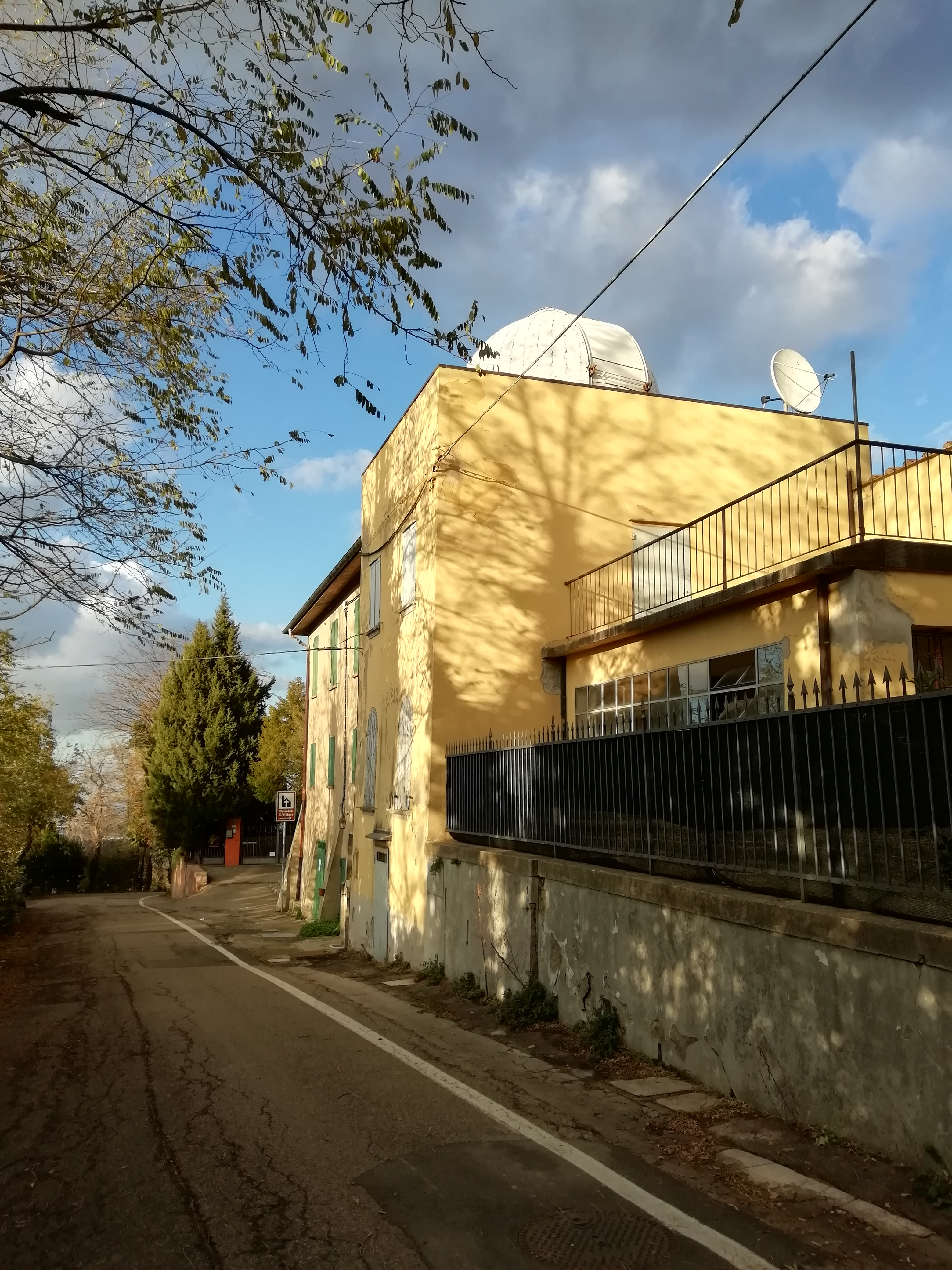
San Vittore Observatorium, Bologna

Das Observatorium San Vittore (Osservatorio San Vittore) ist ein astronomisches Observatorium in Bologna, Italien mit dem Sternwarten-Code 552.
An der Sternwarte wurden bisher (Stand Jan. 2010) 98 Asteroiden entdeckt, sie liegt 280 Meter über dem Meeresspiegel und hat ein 0,45-m-Newton-Spiegelteleskop.
Der am 5. April 1924 in der Landessternwarte Heidelberg-Königstuhl entdeckte Asteroid des äußeren Hauptgürtels (2235) Vittore wurde aufgrund seiner Wiederentdeckung im Jahr 1979 nach dem Observatorium benannt.